# A Summer Best
A SUMMER BEST – szósta kompilacja piosenkarki Ayumi Hamasaki, wydana 8 sierpnia 2012. Album zawiera 26 wcześniej wydanych utworów oraz dwa nowe: You & Me i Happening Here. Został wydany w formatach: 2CD i 2CD+DVD. Jest to drugim albumem kompilacyjnym (po A BEST 2 -BLACK-), który nie osiągnął #1 miejsca na listach Oricon. Album osiągnął 2 pozycję w rankingu Oricon, sprzedano 139 567 egzemplarzy całościowo.

## Lista utworów
Wszystkie słowa są autorstwa Ayumi Hamasaki oprócz utworu Happening Here autorstwa Tetsuyi Komuro i Takahiro Maedy.

### CD1
| #  | Tytuł                        | Muzyka         | Aranżacja           | Czas |
| -- | ---------------------------- | -------------- | ------------------- | ---- |
| 1  | "BLUE BIRD"                  | D.A.I          | HΛL                 | 4:09 |
| 2  | "July 1st"                   | Crea + D.A.I   | tasuku              | 4:22 |
| 3  | "Greatful days"              | Bounceback     | HΛL                 | 4:40 |
| 4  | "glitter"                    | Kazuhiro Hara  | HΛL                 | 4:52 |
| 5  | "Sunrise ~LOVE is ALL~"      | Hana Nishimura | CMJK                | 4:49 |
| 6  | "AUDIENCE"                   | D.A.I.         | HΛL                 | 4:08 |
| 7  | "independent"                | Crea + D.A.I   | tasuku              | 4:56 |
| 8  | "evolution"                  | Crea           | HΛL                 | 4:43 |
| 9  | "Boys & Girls"               | D.A.I          | Naoto Suzuki, D.A.I | 3:56 |
| 10 | "UNITE!"                     | Crea           | HΛL                 | 5:01 |
| 11 | "Inspire"                    | Tetsuya Yukumi | HΛL                 | 4:34 |
| 12 | "NEXT LEVEL"                 | D.A.I.         | HΛL                 | 4:33 |
| 13 | "Happening Here" (TRF cover) | Tetsuya Komuro | CMJK                | 4:39 |

### CD2
| #  | Tytuł                            | Słowa / Muzyka                      | Aranżacja           | Czas |
| -- | -------------------------------- | ----------------------------------- | ------------------- | ---- |
| 1  | "HANABI"                         | Crea + D.A.I                        | CMJK                | 4:56 |
| 2  | "HANABI ~episode II~"            | Crea + D.A.I                        | tasuku              | 4:56 |
| 3  | "Far away"                       | Kazuhito Kikuchi, D.A.I.            | HΛL                 | 5:36 |
| 4  | "monochrome"                     | HΛL                                 | Naoto Suzuki, D.A.I | 4:32 |
| 5  | "theme of a-nation '03"          | Crea                                |                     | 6:15 |
| 6  | "Sunset ~LOVE is ALL~"           | Hana Nishimura                      | Yuta Nakano         | 5:45 |
| 7  | "SEASONS"                        | D.A.I                               | Naoto Suzuki        | 4:23 |
| 8  | "ANother song feat. URATA NAOYA" | Yuta Nakano                         | Yuta Nakano         | 5:20 |
| 9  | "fated"                          | Shintaro Hagiwara, Akihisa Matsuura | CMJK                | 5:34 |
| 10 | "MOON"                           | Yasuhiko Hoshino                    | Yuta Nakano         | 5:48 |
| 11 | "blossom"                        | Yasuhiko Hoshino                    | Yuta Nakano         | 4:08 |
| 12 | "fairyland"                      | tasuku                              | HΛL                 | 5:20 |
| 13 | "You & Me"                       | Tetsuya Komuro                      | tasuku              | 5:37 |